# Apocephalus ecitonis
Apocephalus ecitonis är en tvåvingeart som beskrevs av Borgmeier 1928. Apocephalus ecitonis ingår i släktet Apocephalus och familjen puckelflugor. Inga underarter finns listade i Catalogue of Life.